# Sillabario inuktitut

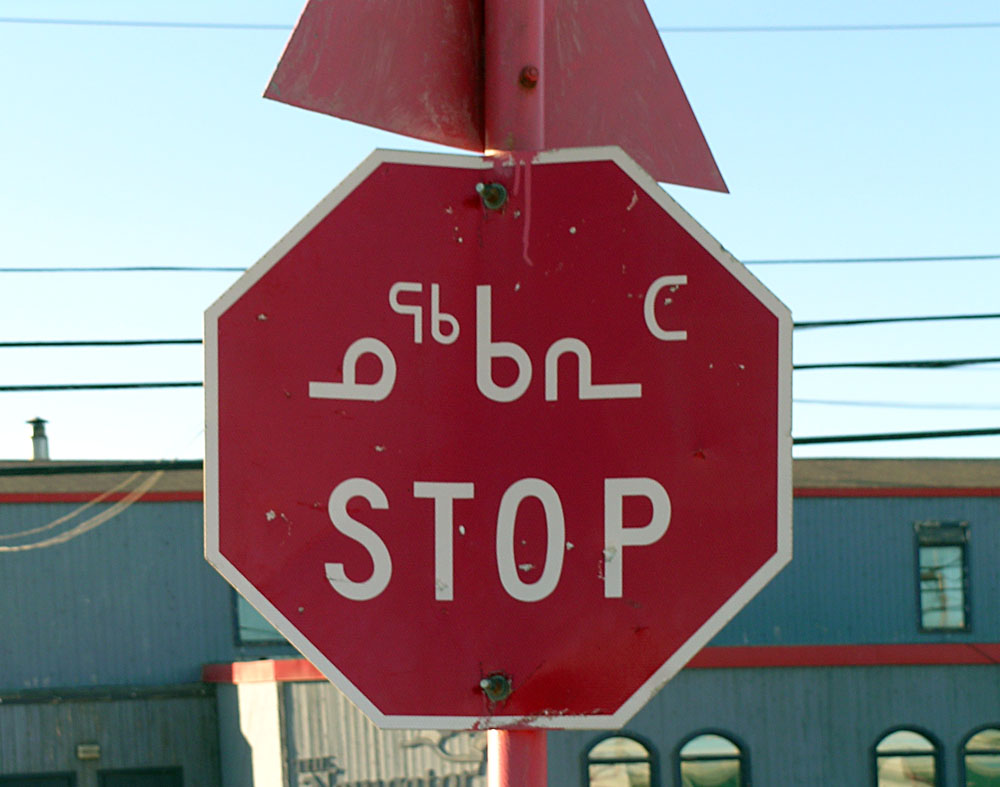
Segnale stradale bilingue: inglese ed inuktitut. La scrittura corrispondente ᓄᖅᑲᕆᑦ, "STOP", viene traslitterata nuqqarit

Il sillabario inuktitut (ᑎᑎᕋᐅᓯᖅ ᓄᑖᖅ titirausiq nutaaq) è il sistema di scrittura usato nella lingua inuktitut accanto all'alfabeto latino. Il sillabario fa distinzione tra vocali e consonanti con vocali lunghe o corte e vocali o consonanti finali. Le vocali e consonanti lunghe sono scritte nell'alfabeto latino con la doppia vocale: ad esempio la i lunga sarà ii e la pi lunga sarà pii.

## Il sillabario
| Brevi | Lunghe | Traslitterazione | Brevi | Lunghe | Traslitterazione | Brevi | Lunghe | Traslitterazione | Finali | Traslitterazione |
| ----- | ------ | ---------------- | ----- | ------ | ---------------- | ----- | ------ | ---------------- | ------ | ---------------- |
| ᐃ     | ᐄ      | i                | ᐅ     | ᐆ      | u                | ᐊ     | ᐋ      | a                | ᐦ      | h                |
| ᐱ     | ᐲ      | pi               | ᐳ     | ᐴ      | pu               | ᐸ     | ᐹ      | pa               | ᑉ      | p                |
| ᑎ     | ᑏ      | ti               | ᑐ     | ᑑ      | tu               | ᑕ     | ᑖ      | ta               | ᑦ      | t                |
| ᑭ     | ᑮ      | ki               | ᑯ     | ᑰ      | ku               | ᑲ     | ᑳ      | ka               | ᒃ      | k                |
| ᒋ     | ᒌ      | gi               | ᒍ     | ᒎ      | gu               | ᒐ     | ᒑ      | ga               | ᒡ      | g                |
| ᒥ     | ᒦ      | mi               | ᒧ     | ᒨ      | mu               | ᒪ     | ᒫ      | ma               | ᒻ      | m                |
| ᓂ     | ᓃ      | ni               | ᓄ     | ᓅ      | nu               | ᓇ     | ᓈ      | na               | ᓐ      | n                |
| ᓯ     | ᓰ      | si               | ᓱ     | ᓲ      | su               | ᓴ     | ᓵ      | sa               | ᔅ      | s                |
| ᓕ     | ᓖ      | li               | ᓗ     | ᓘ      | lu               | ᓚ     | ᓛ      | la               | ᓪ      | l                |
| ᔨ     | ᔩ      | ji               | ᔪ     | ᔫ      | ju               | ᔭ     | ᔮ      | ja               | ᔾ      | j                |
| ᕕ     | ᕖ      | vi               | ᕗ     | ᕘ      | vu               | ᕙ     | ᕚ      | va               | ᕝ      | v                |
| ᕆ     | ᕇ      | ri               | ᕈ     | ᕉ      | ru               | ᕋ     | ᕌ      | ra               | ᕐ      | r                |
| ᕿ     | ᖀ      | qi               | ᖁ     | ᖂ      | qu               | ᖃ     | ᖄ      | qa               | ᖅ      | q                |
| ᖏ     | ᖐ      | ngi              | ᖑ     | ᖒ      | ngu              | ᖓ     | ᖔ      | nga              | ᖕ      | ng               |
| ᙱ     | ᙲ      | nngi             | ᙳ     | ᙴ      | nngu             | ᙵ     | ᙶ      | nnga             | ᖖ      | nng              |
| ᖠ     | ᖡ      | łi               | ᖢ     | ᖣ      | łu               | ᖤ     | ᖥ      | ła               | ᖦ      | ł                |